# 福州航空
福州航空（英文：Fuzhou Airlines, IATA: FU，ICAO: FZA，中文呼号: 涌泉，英文呼号：StraitAir），簡稱福航，是一家正在运营的航空公司，由海南航空股份有限公司、福州国有资产投资控股公司、世纪金源投资集团公司，宁波瑞通网络科技公司合资筹建。总部位于福建省福州市，运营基地位于福州长乐国际机场。

## 背景
福州航空将是福州市的第一家地方航空，此前福州机场的基地航空公司为厦门航空福州分公司。1994年被厦门航空并购的福建航空亦以福州为基地。
福州航空注册资本20亿元，海航以现金出资12亿元，占总股本的60%；福州市国资委现金出资4亿元，占总股本的20%；世纪金源投资集团公司、宁波瑞通网络科技公司分别现金出资2亿元，分别占总股本的10%。

## 机队

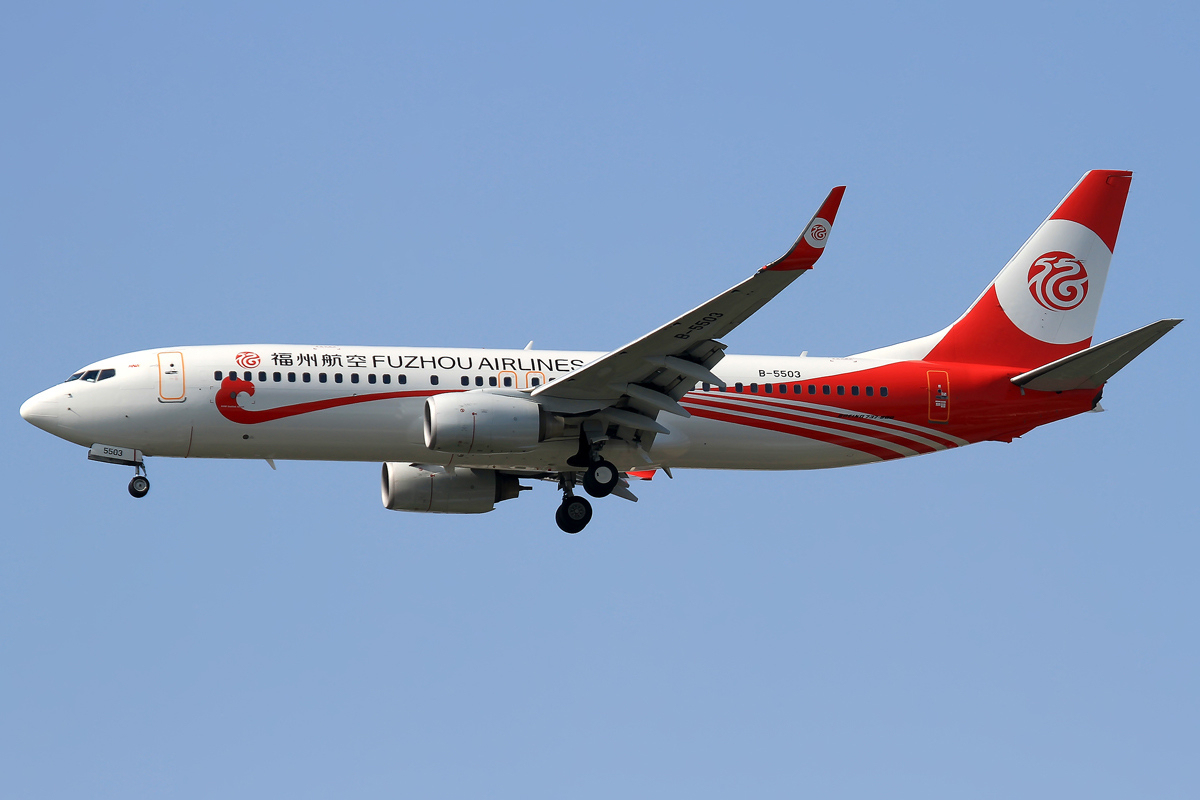
福州航空波音737-800型客机正在降落于上海浦东国际机场

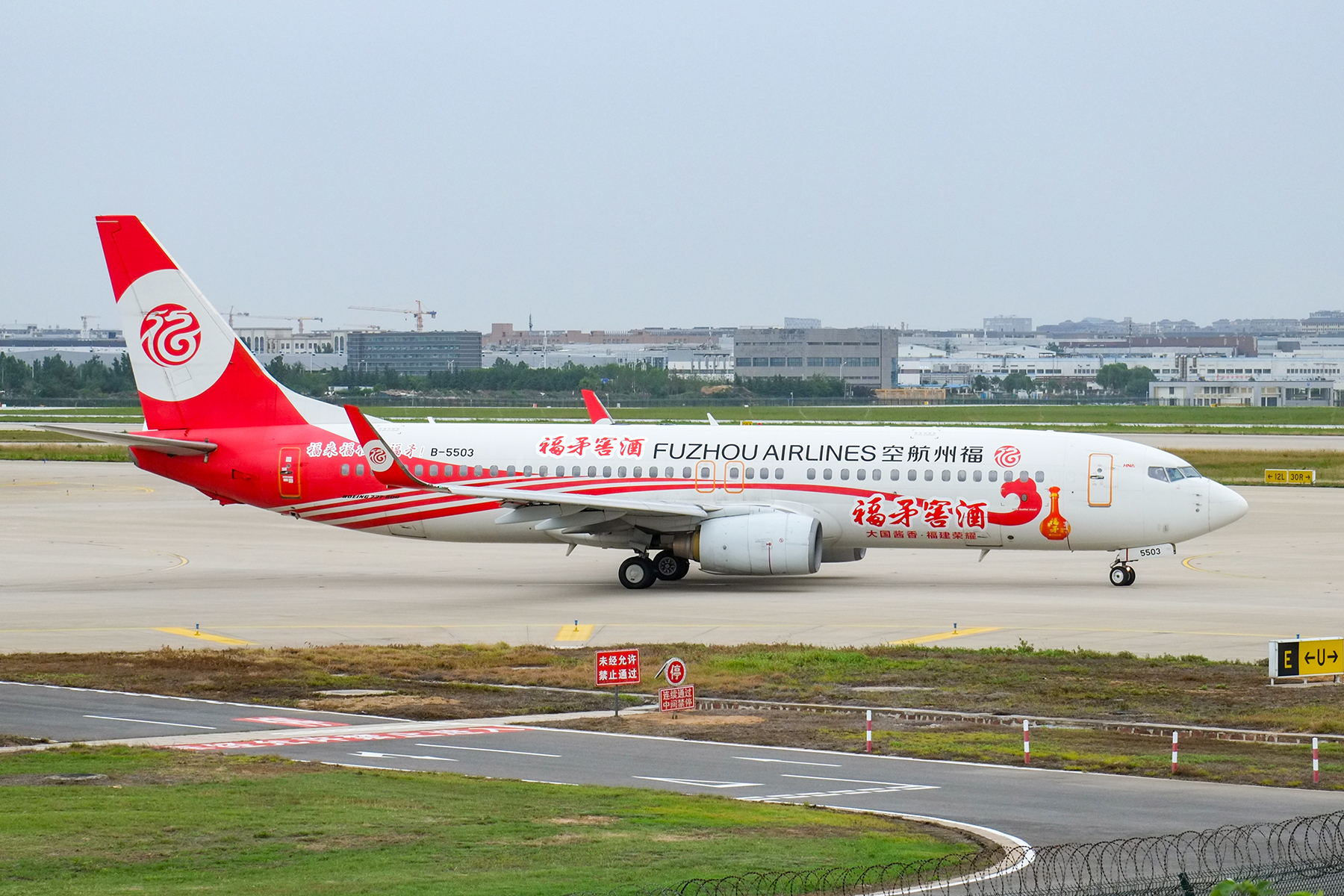
涂有“福茅窖酒”广告的福州航空波音737-800客机（注册号B-5503）在郑州新郑国际机场

海南航空公司将以3架波音737-800飞机作价投资组建福州航空公司，福州航空公司筹建初期还将以租赁的方式向海南航空公司租入2架波音737-800客机。此举将使福州航空公司的机队数量达到5架，高于目前新组建航空公司的初始规模。
2015年11月25日，租赁引进一架全新波音B737-800，注册号：B-7113，
2015年10月14日，租赁引进一架全新波音B737-800，注册号：B-7105，
2015年4月20日，接收一架波音B737-800，注册号：B-1906，执管飞机达到5架，年内计划再引进2架全新波音B737-800和4架巴航E190支线客机
2016年6月6日10时30分，福州航空第8架机号为B-7395的全新波音737-800型客机，从美国西雅图抵至福州长乐国际机场，正式加入福州航空机队。

## 航点
首航航班为FU6501 福州=北京，此航班被称为庆典航班。因为福州航空实际上未取得 福州=北京 航权，该航班以临时航班形式申请及销售。

## 相关事件

### 发展受挫
福州航空曾于其成立之初宣称将于2020年开通北美航线，但至今尚未实现。除此以外，台港澳地区、东南亚、日韩等亚洲地区航线也尚未开通。且由于海航公司亏损严重，福州航空现今转变为廉价航空服务，质量降低许多。在更改航空经营模式后也并未盈利依旧亏损，此前承诺的福州话服务与福州特色餐饮也未曾提供。福州市政府计划于2020年加大福州航空的控股权，目前具体情况尚在推进，暂未有新进展与消息。2023年福州航空取消廉价航空战略向全服务转型。

## 历史
2014年1月23日 民航总局在其官网发出《关于拟批准福州航空责任公司筹建的公示》
2014年2月12日 民航总局向福州航空筹备组下发同意福州航空筹建的批文
2014年6月12日 福州航空取得营业执照（筹）
2014年8月11日 福州航空经营许可获民航华东局批复
2014年8月25-29日 召开运行合格审定正式申请暨文件审查会，正式启动运行合格审定工作
2014年9月24日 福州航空取得营业执照（正式），并完成经营范围变更
2014年9月26日 福州航空的经营许可申请已完成审批，并在中国民航局官网进行公示
2014年10月11日 福州航空首架飞机于11点15分安全降落在福州长乐国际机场。福州航空公司举行了接机仪式及LOGO发布仪式
2014年10月10-18日 进行CCAR-121部现场演示验证
2014年10月22日 中国民航华东地区管理局正式向福州航空签发航空承运人运行合格证
2014年10月27日 福州航空第二架飞机达到福州长乐国际机场
2014年10月30日 举行隆重的开航仪式
2014年11月3日 福州航空第三架飞机到达福州长乐国际机场
2014年11月30日 庆祝开航满月，实现福州=北京代码共享航班FU7196
2014年12月 福州航空公司开航一个月以来航班平均客座率和载运率分别达78.4%和72.4%，分别比其他航空公司高0.3个和0.4个百分点，拉动福州机场总体客座率和载运率分别提高0.3个和0.4个百分点
2015年1月6日 福州航空公司迎来了开航以来第10万名旅客
2015年3月28日 19：38分，福州航空第四架飞机平安抵达福州长乐国际机场。此次由福州航空公司董事长刘开宏亲自赴海口接机
2015年3月29日 夏秋航季福州航空将新增济南、桂林、银川等航点
2015年4月22日 福州航空公司开通福州-贵阳航线。
2015年5月2日 福州航空公司第五架飞机飞抵福州长乐国际机场；同时福州航空公司还宣布将新增至青岛的航线以及恢复至西安的航线。
2016年6月6日福州航空第八架B737-800飞机正式入列，6月下旬福航将在哈尔滨开设第二基地，将新增哈尔滨=海拉尔、哈尔滨=太原=南宁等航线。
2016年7月1日福州航空第九架B737-800飞机正式入列。
2016年9月2号传来喜讯福州航空被中国电子商务协会评为“中国互联网电子商务诚信示范企业”。
2016年10月30日福航两周年暨福航与途牛、福航与严复书院战略合作发布会在福州市严复书院举行。
2016年12月14日福州航空第十架B737-800飞机正式入列。
2017年，民航华东地区管理局召开的行业管理工作会议上，2016年华东区域航空安全考核评比中福州航空以总成绩102分的佳绩荣获华东第三、福建第一。
2017年4月20日福州航空第十一架B737-800飞机正式入列。
2017年5月19日福州航空第十二架B737-800飞机正式入列。
2017年6月16日福航在开通西安=池州(九华山)=宁波、西安=宜昌=珠海两条新航线，标志着福州航空正式进入西北市场。
2017年7月17日福州航空第十三架B737-800飞机正式入列。
2017年12月29日福州航空第十四架B737-800飞机正式入列。
2018年1月28日福州航空第十五架B737-800飞机正式入列。
2018年2月3日福州航空第十六架B737-800飞机正式入列。
2018年12月4日福州航空第首架B737-MAX8飞机正式入列，机队规模达17架。
2019年1月2日福州航空第二架B737-MAX8飞机正式入列，机队规模达18架。
2019年3月31日起，福州航空实施差异化服务，不再提供餐饮服务和免费行李托运服务。
2019年4月12日，福州航空与福州金控租赁举行飞机融资租赁合作签约仪式，福州航空将1架波音737-800飞机通过融资租赁获得2亿元融资。福建海峡银行作为融资租赁项目重要参与方全程见证了此次签约。
2019年“五一”节前夕，福州航空乘务队“卓越组”荣获“福建省工人（五一）先锋号”的荣誉。
2019年5月，受波音737 MAX停飞事件影响，福州航空正式向波音公司提出索赔。是时，福州航空机队有两架波音737 MAX 8飞机。